# TTL Listen 2
TTL Listen 2 – singel południowokoreańskiej grupy T-ara. Utwór promował pierwszy album studyjny Absolute First Album. Został wydany 9 października 2009 roku.
Piosenka TTL Listen 2 jest drugą kolaboracją zespołu z boysbandem Supernova, pierwszą była TTL (Time To Love). Ze względu na sukces pierwszej piosenki, została wydana druga wersja. W powstaniu tej piosenki wzięli udział wszyscy członkowie obu zespołów. Mimo że oba utwory mają tę samą melodię, zmienione zostały słowa i aranżacja.

## Lista utworów
| Nr | Tytuł                          | Słowa               | Kompozycja | Aranżacja | Czas |
| -- | ------------------------------ | ------------------- | ---------- | --------- | ---- |
| 1. | "TTL Listen 2" Rhymer, Sangchu | Kim Do-hoon, Rhymer | Kim Ki-wan | 3:32      |      |